# صناعة النماذج الأولية للبرمجيات
صناعة النماذج الأولية للبرمجيات الأولية (بالإنجليزية: Software prototyping)‏ هي عملية إنشاء نماذج لتطبيقات برمجية، مثل إصدارات غير مكتملة لبرامج يتم العمل على تطويرها. وهي نشاط يمكن أن يحدث في حالة تطوير البرمجيات وهي مشابهة للنمذجة المعروفة في المجالات الأخرى، كما في الهندسة الميكانيكية أو الصناعية.
يُحاكي النموذج مظاهر قليلة فقط من المُنتج النهائي، كما قد يكون مختلف تماماً عنه.
للنمذجة فوائد عدة: يُمكِن لمُنفِّذ ومصمِّم البرنامج الحصول على مراجعات وتبليغات قيِّمة من المستخدمين في بداية المشروع.  كما يمكن للعميل وصاحب المشروع المقارنة فيما إذا كان البرنامج يطابق المعايير المطلوبة والمحددة.  كذلك يعطي لمهندس البرنامج رؤية حول دقة التقديرات المبدئية للمشروع وفيما إذا كانت المواعيد النهائية والإنجازات المقترحة يمكن أن تتم بنجاح. إن درجة الكمالية والتقنيات المستخدمة في النمذجة وُضعت في التطوير والبحث منذ إنشائها في بداية سبيعينات القرن الماضي.

## لمحة عامة
إن الهدف الأساسي من النموذج هو السماح لمستخدمي البرنامج بتقييم اقتراحات المطورين حول تصميم المنتج النهائي وذلك بتجربته فعلياً، بدلاً من تقييم التصميم وفق المواصفات. يمكن للنمذجة أيضاً أن تُستخدم من قبل المستخدمين النهائيين لوصف وإثبات المتطلبات التي لم تؤخذ بعين الاعتبار، ويمكن لذلك أن يكون العامل والمفتاح الرئيسي للعلاقة التجارية بين المطورين وعملائهم.
التصميم التفاعلي على وجه الخصوص يحقق استخدام قوي للنمذجة لذلك الهدف.

## تلخيص عملية النمذجة
تتضمن عملية النمذجة الخطوات التالية:
1. تعريف المتطلبات الأساسية: تحديد المتطلبات الأساسية بما في ذلك إدخال وإخراج المعلومات المرغوبة. ويمكن أن يتم تجاهل التفاصيل مثل عامل الأمان.
2. تطوير نموذج مبدئي: النموذج المبدئي يحوي فقط واجهات المستخدم.
3. المراجعة. يختبر الزبائن بما فيهم المستخدمين النهائيين النموذج ويقدموا تقييمهم وآراءهم لإجراء إضافات أو تغييرات.
4. تنقيح وتحسين النموذج. باستخدام التبليغات يمكن تطوير كلا المعايير والنموذج. وقد يكون التفاوض حول ما يجب أن يحتويه المنتج النهائي ضروري. إذا تم عمل تغييرات على المنتج فقد يكون تكرار الخطوتين #3 و#4 ضرورياً.